# Muftí

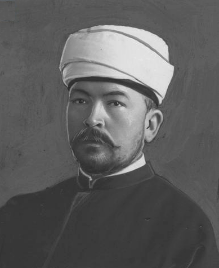
Jakub Szynkiewicz, polskotatarský muftí v letech 1925 až 1944

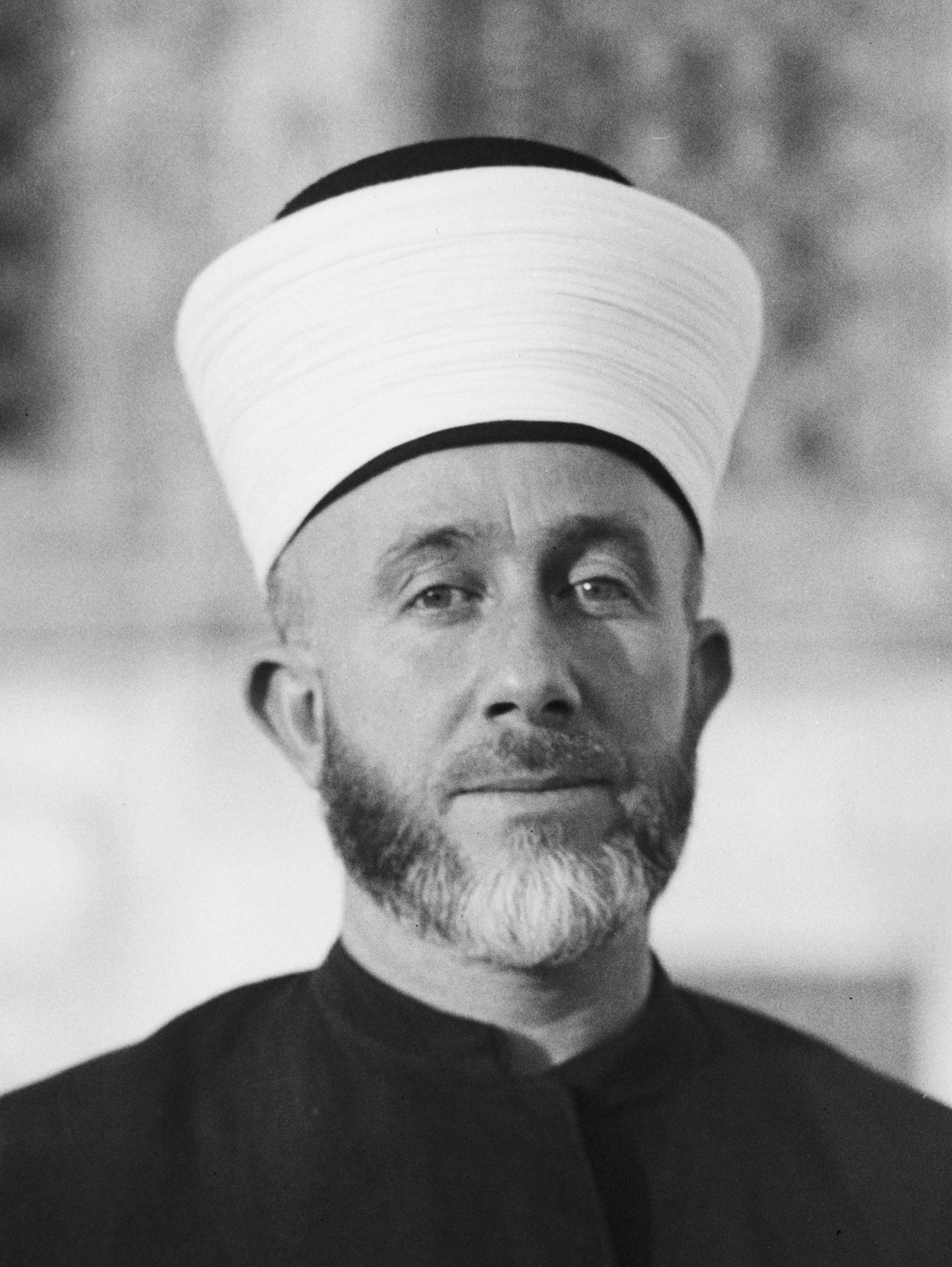
Velký jeruzalémský muftí Amín al-Husajní v letech 1921 – 1937

Muftí (arabsky: مفتي muftī; turecky: müftü) je islámský sunnitský duchovní, jenž vykládá a šíří islámské právo šaría a fiqh. Oblasti pod dohledem muftího říkají vyznavači islámu muftiát a na celém území státu jsou muftíové podřízeni velkému muftímu. Aby se učedník stal muftím, jsou na něj kladeny vysoké nároky, proto je to zdaleka nejváženější pozice v islámském světě. Původně bylo jejich hlavním úkolem vydávat fatvy, kterými komentovali různé mezinárodní činy a ovlivňovali politické dění tak, aby neodporovalo arabskému právu. Tehdy působili prakticky jako soukromé osoby nezávislé na státě.

## Požadavky
Učedník, který se chce stát muftím, musí nejprve splnit následující podmínky:
- Mluvit arabsky
- Znalost teorie judikatury
- Přehled o stavu země v sociální oblasti
- Znalost společenských věd
- Základy společenských věd
- Znát cíle učení Šaría
- Znalost hadísu (skutky proroka Mohameda)
- Znalost práv

## Světové muftiáty
Svého muftího mají dnes již všechny větší světové muslimské komunity. Počet muftiátů se dodnes vyšplhal na přes 70 správních jednotek. Velkého muftího kromě sunnitských států najdeme také v čele francouzské, australské či slovinské muslimské minority. V České republice dosud muftího muslimská obec nemá.